# Thompson (Iowa)
Thompson é uma cidade localizada no estado americano de Iowa, no Condado de Winnebago.

## Demografia
Segundo o censo americano de 2000, a sua população era de 596 habitantes.
Em 2006, foi estimada uma população de 558, um decréscimo de 38 (-6.4%).

## Geografia
De acordo com o United States Census Bureau tem uma área de
2,3 km², dos quais 2,3 km² cobertos por terra e 0,0 km² cobertos por água. Thompson localiza-se a aproximadamente 387 m acima do nível do mar.

## Localidades na vizinhança
O diagrama seguinte representa as localidades num raio de 20 km ao redor de Thompson.